# Веллуру
Веллу́ру або Веллор — місто в індійському штаті Тамілнаду. Є адміністративним центром  однойменного округу.

## Демографія
За даними перепису населення 2001 року у місті проживали 177 413 особи. Рівень грамотності дорослого населення становив 74 % (за загальноіндійського показника 59,5 %). Рівень грамотності серед чоловіків становив 80 %, серед жінок — 68 %. 11 % населення були молодшими за 6 років.

## Пам'ятки
Основними пам'ятками міста є Веллурський форт та індуїстський храм Джалагандешварара, присвячений Шиві. У межах міста нині розташований також Аркот — колишня фортеця, за володіння якою у XVIII столітті боролись англійці та французи.